# Dark Passion Play
Dark Passion Play è il sesto album in studio del gruppo musicale finlandese Nightwish, pubblicato nel 2007.
Questo disco vede il debutto della nuova cantante Anette Olzon, in sostituzione di Tarja Turunen. Sono state pubblicate anche varie edizioni speciali di quest'album, dall'edizione da collezionista, che comprende tre dischi, all'edizione speciale su due dischi.
Le orchestrazioni, arrangiamenti e direzioni di cori e orchestre sono a cura di Pip Williams.

## Tracce
Edizione standard
Testi di Tuomas Holopainen, musiche di Tuomas Holopainen, eccetto dove indicato.
1. The Poet and the Pendulum – 13:53
2. Bye Bye Beautiful – 4:14
3. Amaranth – 3:51
4. Cadence of Her Last Breath – 4:14
5. Master Passion Greed – 6:02
6. Eva – 4:24
7. Sahara – 5:47
8. Whoever Brings the Night – 4:25 (musica: Emppu Vuorinen)
9. For the Heart I Once Had – 3:55
10. The Islander – 5:05 (musica: Marco Hietala)
11. Last of the Wilds – 5:40
12. 7 Days to the Wolves – 7:03 (musica: Tuomas Holopainen, Marco Hietala)
13. Meadows of Heaven – 7:10

Durata totale: 75:43
Bonus track
1. Escapist – 4:57

## Formazione
- Anette Olzon – voce femminile
- Emppu Vuorinen – chitarre
- Tuomas Holopainen – pianoforte, tastiere; cori in Master Passion Greed
- Marco Hietala – basso, voce maschile
- Jukka Nevalainen – batteria, percussioni

### Altri musicisti
- Troy Donockley – bodhrán, uilleann pipes e tin whistle in The Islander, Last of the Wilds e Meadows of Heaven
- Guy Elliott – primo soprano in The Poet and the Pendulum
- Tom Williams – secondo soprano in The Poet and the Pendulum
- Zachary LaPorta – theremin in The Poet and the Pendulum e Last of the Wilds
- Nollaig Casey – violino in Last of the Wilds
- Senni Eskelinen – kantele elettrico in Last of the Wilds
- Metro Voices – coro
- London Philharmonic Orchestra